# Buonaccorso Buonaccorsi
Buonaccorso Buonaccorsi (Potenza Picena, 23 de julho de 1620 - Bolonha, 18 de abril de 1678) foi um cardeal do século XVII

## Biografia
Nasceu em Potenza Picena em 23 de julho de 1620. De uma ilustre família da Marca. Ele também está listado como Bonaccorsio Bonaccorsi. Tio-avô do cardeal Simone Buonaccorsi (1763).
Estudou na Universidade de Perugia, onde obteve o doutorado em direito.
Referendário do Tribunal da Assinatura Apostólica. Clérigo da Câmara Apostólica. Enviado pelo Papa Alexandre VII (1655-1667), com plena autoridade à província del Patrimonio para combater a peste que a afetava. Prefeito delle Armi e dell'Annona . Mordomo do cardeal Flavio Chigi, legado a latere perante o rei da França. Tesoureiro da Câmara Apostólica.
Criado cardeal diácono no consistório de 29 de novembro de 1669, com dispensa por ainda não ter recebido as ordens menores. Concedeu permissão para receber as sagradas ordens fora das Têmporas e sem intervalos de tempo entre elas, em 29 de novembro de 1669. Participou do conclave de 1669-1670, que elegeu o Papa Clemente X; teve que partir por problemas de saúde, em 27 de março de 1670. Recebeu o chapéu vermelho e a diaconia de S. Maria della Scala, em 19 de maio de 1670. Legado em Bolonha, em 17 de abril de 1673. Participou do conclave de 1676, que eleito Papa Inocêncio XI.
Morreu em Bolonha em 18 de abril de 1678. Enterrado na basílica de Loreto.